# Neurolyga denningi
Neurolyga denningi är en tvåvingeart som först beskrevs av Pritchard 1947.  Neurolyga denningi ingår i släktet Neurolyga och familjen gallmyggor.
Artens utbredningsområde är Minnesota. Inga underarter finns listade i Catalogue of Life.